# District de Xiuzhou
Le district de Xiuzhou (秀洲区 ; pinyin : Xiùzhōu Qū) est une subdivision administrative de la province du Zhejiang en Chine. Il est placé sous la juridiction de la ville-préfecture de Jiaxing.